# Leandro Bisiach
Leandro Bisiach (Casale Monferrato, 15 giugno 1864 – Venegono Superiore, 1º dicembre 1945) è stato un liutaio italiano.

## Biografia
Quando era un apprendista violinista, costruì da solo il suo primo violino e ricevette un compenso per questo. Così nel 1886 decise di diventare liutaio e si trasferì a Milano per lavorare con la famiglia Antoniazzi. Con loro costituì un sodalizio di grande importanza, mettendo a buon frutto le proprie capacità artistiche e manageriali.
Dopo aver spostato il proprio laboratorio in diversi locali, si ritirò nella propria villa a Venegono Superiore (VA) lasciando i figli a continuare l'attività a Milano.
Bisiach fu una figura di rilievo nel commercio di violini antichi, ma soprattutto ebbe il merito di creare una generazione di grandi liutai.
Il suo laboratorio è stato tra i più importanti nell'Italia del periodo. Accanto a Leandro Bisiach stesso, lavorarono nel suo laboratorio i seguenti liutai:
Riccardo Antoniazzi, Romeo Antoniazzi, Gaetano Sgarabotto, Giuseppe Ornati, Ferdinando Garimberti, Igino Sderci, Sesto Rocchi, Cipriano Briani, Camillo Mandelli, Ferruccio Varagnolo, Camillo Colombo, Vincenzo Cavani, Pietro Paravicini, Alberto Moglie, Andrea Bisiach, Carlo Bisiach, Pietro Borghi, Mirco Tarasconi, Leandro Bisiach Jr., Giacomo Bisiach, Iginio Siega e Carlo Ferrario.

## Strumenti
Bisiach è stato autore di restauri e ricostruzioni di antichi strumenti, nonché di moderne sperimentazioni. In questo senso, un lavoro di grande importanza è stato il restauro di una violetta piccola di Zuan Maria della Corna, risalente ad inizio Cinquecento. Ha costruito una viola d'amore, commissionatagli da Puccini per la prima della Madama Butterfly. Lo stesso Puccini ha scritto una lettera di ringraziamento a Bisiach, complimentandosi per l'ottima resa dello strumento. Tra il 1900 e il 1903 ha realizzato il quartetto d'amore, un quartetto d'archi munito di corde di risonanza analoghe a quelle della viola d'amore. Nel 1914 ha costruito, su commissione di Tito II Ricordi, una viola pomposa d'amore a cinque corde, con altre cinque corde di risonanza sotto la tastiera. Lo strumento è stato scelto personalmente da Riccardo Zandonai per essere impiegato nella Francesca da Rimini. Ha inoltre costruito una cetra per il Nerone di Arrigo Boito, conservata al Museo del Teatro alla Scala, a Milano.

## Riconoscimenti
Egli ricevette vari premi e riconoscimenti alle Esposizioni Mondiali di Londra del 1895, di Atlanta del 1895-1896, di Torino del 1898, di Parigi del 1900, di Milano del 1906 e di Bruxelles del 1910.